# Cinéma comique français
Ne doit pas être confondu avec Comédie-Française.
 (février 2022).
Si vous disposez d'ouvrages ou d'articles de référence ou si vous connaissez des sites web de qualité traitant du thème abordé ici, merci de compléter l'article en donnant les références utiles à sa vérifiabilité et en les liant à la section « Notes et références ».
Le cinéma comique français regroupe l'ensemble des films comiques français. Destiné à provoquer le rire, en jouant sur les situations. Le comique est le genre français le plus populaire au cinéma.
Si la comédie existait bien avant l'invention du cinéma sous forme littéraire, scénique ou musicale, elle est présente dès les débuts du 7e art. L'un des tout premiers films de Louis Lumière, L'Arroseur arrosé est du genre comique.
En France, Max Linder, durant les années 1900, 1910 et 1920, en fut le « fer de lance ». Avec l'avènement du parlant en 1927, le cinéma comique prend un autre essor, le rire pouvant désormais être provoqué non plus seulement par le comique des situations, mais aussi par les dialogues.
Toujours très prisé du public, autant que plébiscité, le cinéma comique français compte nombre de films qui s'inscrivent parmi les plus grands succès du box-office en France. Certains ont fait l'objet de remakes dans d'autres pays et ont eu un grand succès mondial, parfois récompensé par des prix.

## Caractéristiques du cinéma comique français
Parmi les arguments comiques on trouve : le comique de situation, le quiproquo, le sous entendu, le comique de gestes, le comique de répétition, le comique de mots et de phrases, les mots d'esprit ou encore l'humour noir. Bien que moins souvent utilisés, le cinéma comique en France, n'ignore ni le fantastique ni la science-fiction.
Si Alain Jessua en 1984 avec Frankenstein 90 réinvente sous forme de comédie fantastique le mythe de la créature de Mary Shelley, Peut-être (en 1999), de Cédric Klapisch ou encore Amazone (en 2000), de Philippe de Broca mêle science-fiction et comédie.

### La comédie sociale

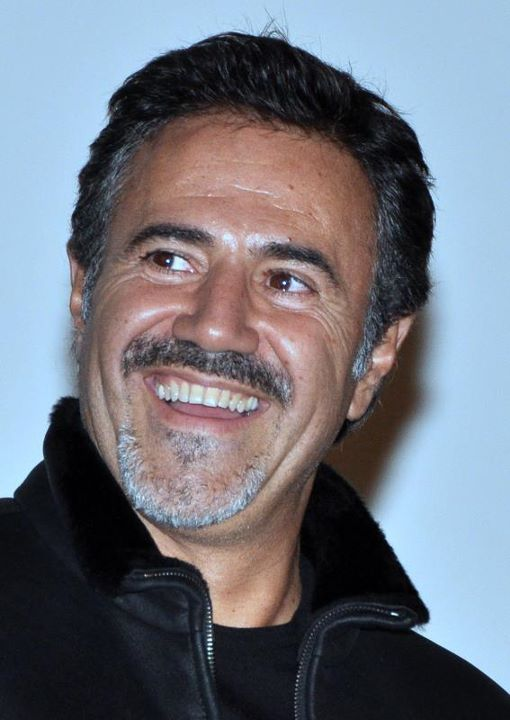
José Garcia en 2012.

La comédie française utilise parfois le ressort de la comédie communautaire, comédie sociale que l'on trouve principalement en France, comparé à d'autres pays comme les États-Unis,. Ceci est lié à diverses raisons, dont culturelle ; certains films, comme Intouchables ont eu du mal — dans un premier temps — de s'imposer outre-Atlantique.

« Depuis Rabbi Jacob […], le schéma de la comédie communautaire est resté le même : un élément « étranger » (donc potentiellement « perturbateur ») intègre (souvent contre son gré !) une communauté (ethnique, religieuse, géographique, etc.).
Passés le choc culturel et l’inévitable phase de rejet mutuel, les protagonistes s’aperçoivent immanquablement que malgré leurs différences (et avant le générique de fin), ils sont faits pour s’entendre… »

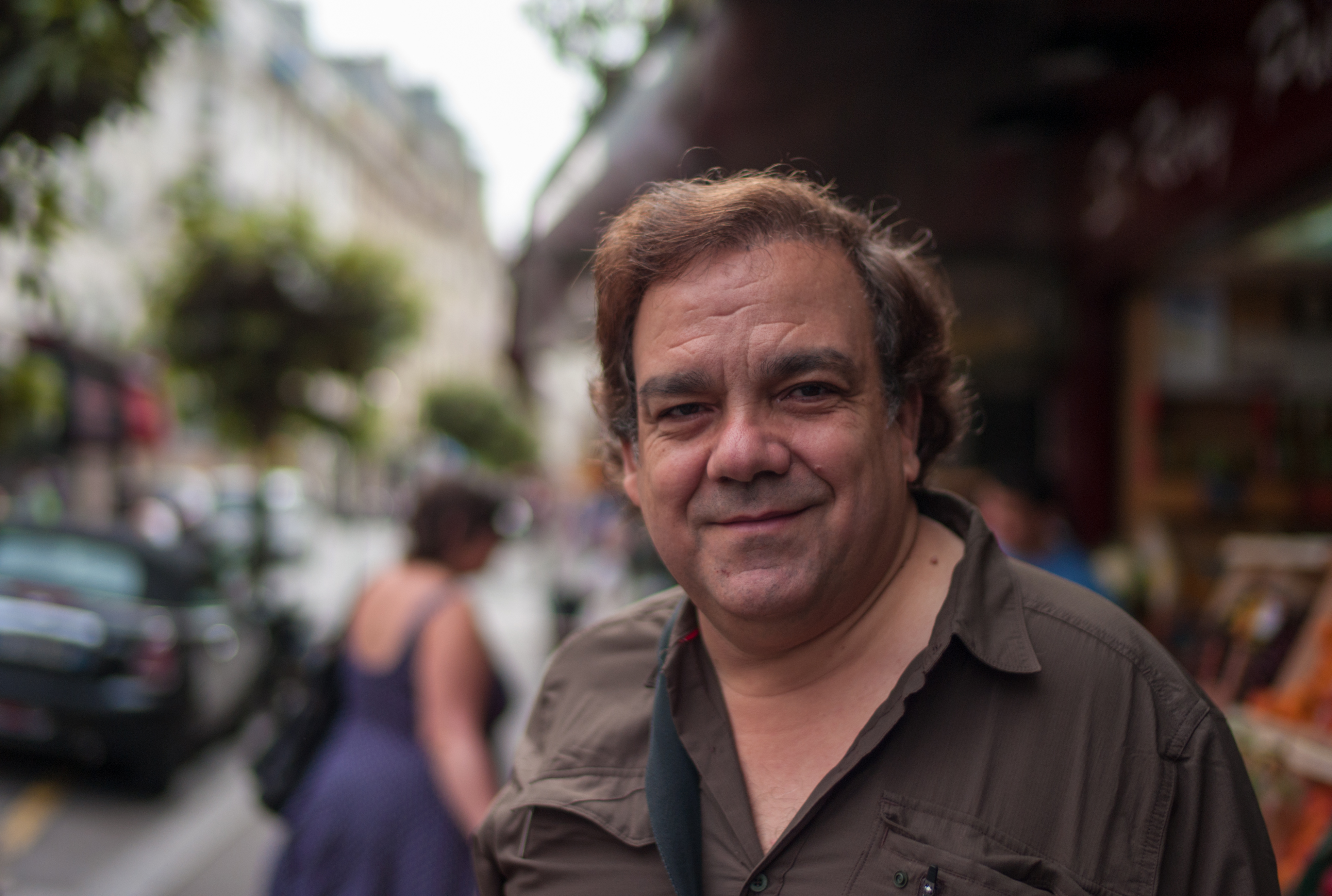
Didier Bourdon, acteur dans Les Trois Frères.

### Le choc culturel
Le choc culturel que l'on retrouve dans de nombreuses comédies françaises peut être dû à des différences, plus ou moins réelles (certaines sont plutôt des clichés) liées à :
- la religion (Les Aventures de Rabbi Jacob dans les années 1970, La Vérité si je mens ! dans les années 1990, Comme t'y es belle ! dans les années 2000, et Qu'est-ce qu'on a fait au Bon Dieu ? dans les années 2010) ;
- le milieu social (La vie est un long fleuve tranquille dans les années 1980, Neuilly sa mère ! et Intouchables dans les années 2010) ;
- des lieux différents (Bienvenue chez les Ch'tis ou Vive la France dans les années 2010) ;
- des modes de vie totalement différents (Les Babas-cool dans les années 1980 avec une communauté babas-cool, La Belle Verte dans les années 1990 avec une communauté extraterrestre) ;
- des périodes de temps différentes (la série Les Visiteurs dans les années 1990) ;
- différence de vie dans un monde parallèle (Jean-Philippe et Les Deux Mondes dans les années 2000) ;
- la pauvreté (Viens chez moi, j'habite chez une copine dans les années 1980, Une époque formidable… dans les années 1990) ;
- l'homosexualité (La Cage aux folles dans les années 1970, Gazon maudit, Pédale douce, et Pédale dure dans les années 1990-2000).

La comédie sociale peut aussi être évoquée par des « personnalités contrastées » (Les Bronzés et Les bronzés font du ski dans les années 1970, Les Trois Frères dans les années 1990, Ensemble, c'est tout dans les années 2000).
Par extension, la communauté dans les comédies peut être :
- enseignante (PROFS dans les années 1980, Le Plus Beau Métier du monde dans les années 1990) ;
- policière (Les Ripoux dans les années 1980).

« La liste n’est pas exhaustive, et de nouvelles minorités viendront s’y ajouter. Le septième art est en effet perpétuellement en quête de nouveaux sujets, et de nouveaux publics. »

— Xavier Beaunieux, La vérité ! Comment réussir sa comédie communautaire ?

### Exemple de films notables
- Les Aventures de Rabbi Jacob (avec Louis de Funès) ayant pour thème la religion est sorti en 1973. Il a été nommé aux Golden Globes dans la catégorie du meilleur film étranger aux États-Unis en 1975.
- La Cage aux folles, de 1978 (avec Michel Serrault) est l'une des premières comédies françaises à évoquer l'homosexualité. Il demeure de 1980 à 1998 le film en langue étrangère le plus vu aux États-Unis[5].
- Dans les années 2010, plusieurs comédies communautaires, basées sur la rencontre entre des personnes de culture ou de religions différentes, battent les records d'entrées au box-office : Bienvenue chez les Ch'tis, Intouchables et Qu'est-ce qu'on a fait au Bon Dieu ?.

### Une comédie sous forme de duo comique.
À compter des années 1950, les comédies françaises reprennent le principe des buddy movies américains : des duos comiques composés de personnages radicalement opposés. Certains duos se reforment à l'occasion de différents films :
| À partir des années | Duos                                                     | Films                                              |
| ------------------- | -------------------------------------------------------- | -------------------------------------------------- |
| 1950                | Louis de Funès / Bourvil                                 | Poisson d'avril, La Grande Vadrouille, Le Corniaud |
| 1950                | Fernandel / Gino Cervi                                   | la série de films Don Camillo.                     |
| 1960                | Louis de Funès / Jean Marais                             | la série de films Fantômas.                        |
| 1960                | Louis de Funès / Michel Galabru                          | la série de films Le Gendarme.                     |
| 1970                | Gérard Depardieu / Patrick Dewaere                       | Les Valseuses.                                     |
| 1970                | Michel Serrault / Ugo Tognazzi                           | la série de films la Cage aux folles.              |
| 1980                | Les duos avec « François Pignon » et « François Perrin » | Voir Francois Pignon.                              |
| 1980                | Philippe Noiret / Thierry Lhermitte                      | la série de films Les Ripoux.                      |
| 1990                | Jean Reno / Christian Clavier                            | la série de films les Visiteurs                    |
| 1990                | Gérard Depardieu / Christian Clavier                     | Les Anges gardiens                                 |
| 1990                | Samy Naceri / Frédéric Diefenthal                        | la série de films Taxi.                            |
| 2000                | Kad Merad / Dany Boon                                    | Bienvenue chez les Ch'tis, Supercondriaque         |
| 2010                | François Cluzet / Omar Sy                                | Intouchables                                       |

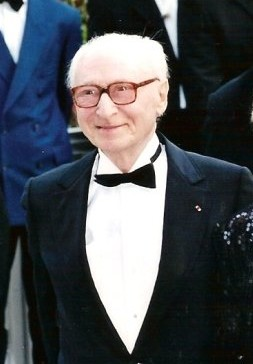
Gérard Oury, notamment réalisateur des films Le Corniaud et La Grande Vadrouille.

L'un des duos les plus connus demeure celui formé par Louis de Funès et Bourvil. De façon générale, Louis de Funès symbolise « le patron », toujours en rogne et pensant avoir tous les droits, tandis que Bourvil campe face à lui un personnage sensible et obéissant. Par exemple, dans La Grande Vadrouille, lors d'une expédition nocturne où, après lui avoir déjà extorqué ses chaussures, Stanislas Lefort (Louis de Funès) s'empare du vélo de son coéquipier (Bourvil).

« Sous la lâcheté apparente du personnage, [Stanislas] […] subit des modifications qui, par touches successives, redonnent de l’humanité à ce monstre d’égoïsme. Il sauve […] la vie à Augustin en repérant un convoi de soldats allemands qui auraient pu les appréhender, et remercie Augustin sincèrement lorsque celui-ci, par deux fois, lui rend la pareille. Il est donc capable d’authenticité. »

— Julie Barillet, La grande vadrouille
Le film Les Anges gardiens de Jean-Marie Poiré avec Gérard Depardieu / Christian Clavier, présente deux duos. En effet, dans le 1er duo Gérard Depardieu joue le rôle d'Antoine Carco, homme malhonnête qui dirige une boîte de streap-tease, tandis que Christian Clavier joue le rôle du père Hervé Tarain, un prêtre investi dans l'humanitaire. Dans le 2e duo, les anges gardiens respectifs sont asymétriques par rapport au 1er : Gérard Depardieu joue le rôle d'un ange, tandis que Christian Clavier joue le rôle d'un démon.
Une analyse des contrastes de personnalité dans certains duos donne la synthèse suivante :
| Film(s)                                                      | Date(s) de sortie | Personnalité des membres du duo |
| ------------------------------------------------------------ | ----------------- | --- |
| Le Petit Monde de don Camillo et ses suites.                 | 1953              | Don Camillo (Fernandel) : prêtre catholique hâbleur et touchant. Peppone (Gino Cervi) : maire communiste solide et irascible.                                                   |
| Le Corniaud                                                  | 1965              | Léopold Sorroyan (Louis de Funès) : chef d'entreprise rusé et malhonnête. Antoine Maréchal (Bourvil) : touriste gentil et innocent.                                             |
| La Grande Vadrouille                                         | 1966              | Stanislas Lefort (Louis de Funès) : chef d'orchestre fourbe et opportuniste. Auguste Bouvet (Bourvil) : peintre en bâtiment naïf, brave et fleur bleue.                         |
| L'Aile ou la Cuisse                                          | 1976              | Charles Duchemin (Louis de Funès) : directeur et académicien, sérieux et autoritaire. Gérard Duchemin, son fils (Coluche) : assistant, clown de cirque, gentil et rêveur.       |
| La Cage aux folles La Cage aux folles 2 La Cage aux folles 3 | 1978 1980 1985    | Albin Mougeotte dit « Zaza Napoli » (Michel Serrault) : vedette de spectacle efféminé et capricieux. Renato Baldi (Ugo Tognazzi) : directeur de cabaret calme, posé et pondéré. |
| Les Ripoux Ripoux contre ripoux Ripoux 3                     | 1984 1989 2003    | René Boisrond (Philippe Noiret) : policier calme et corrompu. Francois Lebuche (Thierry Lhermitte) : policier dynamique et ambitieux.                                           |
| Les Visiteurs                                                | 1993              | Godefroy Amaury de Malefète, dit « Le Hardi » (Jean Reno) : comte valeureux et hardi. Jacquouille la Fripouille (Christian Clavier) : écuyer couard et lâche.                   |

### Autres caractéristiques
- La comédie française peut être basée sur de grands écarts linguistiques[7] :

« Ce qui fait rire les Français est fondé sur de grands écarts linguistiques qui ne fonctionnent que dans leur langue. Une grande part de l’humour français repose sur des jeux de mots intraduisibles (The things that make the French laugh involve linguistic somersaults that only work in their own language. Much of French humour is 'jeux des mots', untranslatable wordplays). »

— Very droll. The French have jokes, but do they have a sense of humor?, The Economist, 20 décembre 2003, p. 75-76.

## Histoire

### Les débuts de la comédie au cinéma en France

#### Les précurseurs
En 1892, Émile Reynaud réalise les premiers dessins animés, directement peints sur une pellicule de 70 mm de large et projetés devant un public assemblé au sous-sol du Musée Grévin, grâce à son théâtre optique : Clown et ses chiens, Autour d'une cabine, etc, qui sont autant de comédies avec des personnages et des péripéties durant jusqu'à cinq minutes.
Mais c'est à Louis Lumière, qui met au point son Cinématographe fin 1895, que nous devons la première fiction photographique animée : le célèbre Arroseur arrosé, une « vue photographique animée », ainsi que les frères Lumière nomment leurs premières bandes (moins d'une minute), une « vue comique », précise même le programme des projections.
Entraîné par le succès des projections Lumière, Georges Méliès, issu du théâtre et de la prestidigitation, réalise à son tour des sketchs et des comédies.

#### Au temps du cinéma muet
À l’époque du cinéma muet, Max Linder, Jean Durand et d'autres réalisent plusieurs films comiques muets sous forme de burlesque. Cet élan cinématographique français sera stoppé par le début de la Première Guerre mondiale :
« Le burlesque français, si l’on excepte les derniers films de Max Linder réalisés à Hollywood, n’a pratiquement pas dépassé les années 1914, submergé ensuite par le succès écrasant – et justifié – du comique américain. Depuis le parlant, en dehors même de Chaplin, Hollywood est demeuré le maître du cinéma comique »

### Films parlants d'entre-deux-guerres, et sous l'occupation
Avec l'avènement du parlant en 1927, le cinéma comique français prend un autre essor, le rire pouvant désormais être provoqué non plus seulement par le burlesque des situations, mais aussi par les dialogues.
Dans les années 1930, certaines comédies françaises ont pour thème la campagne, espace d'origine d'une part importante de la population. Le Schpountz est l'histoire d'un homme naïf, dans un petit village, qui rêve de devenir acteur.
Le thème de la campagne associé à celui de la médecine apparait dans le film Knock de 1933, basé sur la nouvelle Knock ou le Triomphe de la médecine de Jules Romains. Dans ce film joue Louis Jouvet en tant que 'docteur Knock' ; ce dernier rejouera le même rôle dans le célèbre film Knock de 1951.
Sous l'occupation, dans Premier Rendez-vous de 1941, Danielle Darrieux obtient un énorme succès. Dans La Cage aux rossignols de 1945, un professeur (Noël-Noël) forme une chorale pour des élèves bruyants en difficulté, ce qui fait que les élèves s'assagissent. Ce grand succès populaire inspirera Christophe Barratier pour son film Les Choristes, sorti en 2004.

### De la fin de la guerre aux années 1970: la comédie et l’évolution de la société

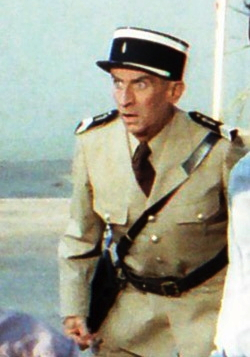
Louis de Funès dans Le Gendarme et les Extra-terrestres.

De la fin de la guerre aux années 1970, les changements dans la société française s’enchaînent, dus notamment à la Reconstruction et aux Trente Glorieuses. Les films de comédie suivent et illustrent ces changements.
Les acteurs marquants de cette période sont notamment Fernandel, Bourvil et Louis de Funès.
Fernandel, après avoir joué dans des films de Marcel Pagnol (Le Schpountz…), campe à l'écran le personnage de Don Camillo. Le succès est au rendez-vous, et l'on retrouvera le fringant curé dans cinq films différents.
Bourvil diversifie son jeu par rapport aux comiques de Fernandel et du « comique-paysan » (dérivé du comique troupier) après en avoir été beaucoup influencé. Il est également présent dans le genre du film de cape et d'épée (avec ses rôles dans Les Trois Mousquetaires, Le Bossu ou Le Capitan de 1960) auxquels il apporte une tonalité humoristique.
Il forme un duo avec Louis de Funès, qu'il retrouve dans plusieurs films : Poisson d’avril, puis Le Corniaud et La Grande Vadrouille, « deux road movie en grand air », à très grand succès. Le Corniaud est le « premier film de l'Histoire du cinéma français à avoir atteint 11 millions d’entrées », et La Grande Vadrouille restera le plus grand succès français pendant plus de 40 ans.
Jacques Tati crée un style de comédie particulier en jouant sur des effets de burlesque, c'est un moyen pour lui de parler des changements de société entre les années 1940 et 1960 : Jour de fête (1949) — premier film français en couleur — a pour thème la vie d'un village français après la guerre, Les Vacances de monsieur Hulot (1953), la nouvelle société des années 1950 dans les vacances en mer, Mon oncle (1958) oppose le Paris traditionnel, tel qu'il existait encore au début des années 1950 à un monde en train d'émerger, et Playtime (1967) évoque la nouvelle société, qui va émerger dans les années 1970.
Louis de Funès (qui s'impose au bon moment pour le cinéma qui se colorise, car le cinéma entre en concurrence avec la télévision dans les années 1960) joue dans la trilogie Fantômas en duo avec Jean Marais, puis avec Michel Galabru dans la série de films Le Gendarme. À cette époque, pendant au moins 10 ans, Louis de Funès va monopoliser le cinéma comique français : annuellement au moins 1 des 10 plus grands succès au box office était un film de Louis de Funès,.
En 1967, le film Un idiot à Paris (avec Jean Lefebvre, Dany Carrel et Bernard Blier) montre une certaine nostalgie de la société rurale (alors que la transition société rurale vers société urbaine s'est déjà achevée dans les années 1960). En effet, Juliette (Dany Carrel) dit : « Bientôt tu verras, y'aura plus de fleurs du tout, parce que y'aura plus de terre, rien que du ciment. Plus d'herbage, plus de forêt, rien que des rues. Pourquoi faire des rues puisque y'aura personne dedans, y seront tous devant leur télés. »
Les années 1970 évoquent les changements de société : l'émancipation de la jeunesse (À nous les petites Anglaises, Les Grandes Vacances), les changements dans les habitudes alimentaires (L'Aile ou la Cuisse), le développement des loisirs (la série du Gendarme), les problèmes liés à la pollution (La Zizanie), l'exode rural (La Soupe aux choux), etc.

### Années 1970 à 2000

#### Louis de Funès et Pierre Richard

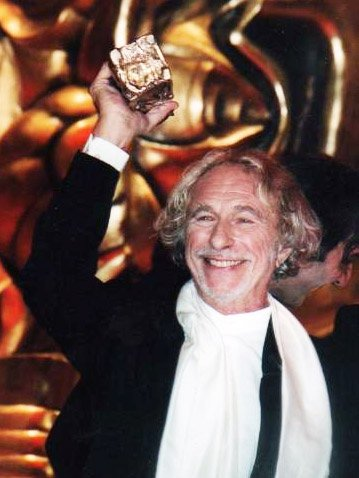
Pierre Richard

La caractéristique du comique de Louis de Funès est basée sur un « jeu gestuel, inspiré du mime », sur « un rythme assez soutenu », sur « l’excès, ce qui lui apporte un capital sympathique pour le personnage » Selon Jean-Pierre Mocky, « il a compris qu'en faisant des gestes, et des grimaces avec son visage, il créerait un personnage unique » et selon Claude Zidi, « il a une agitation qui est totalement anormale. Il va très loin dans sa façon de jouer, dans son excès, dans son hystérie, c'est un jeu qui n'appartient qu'a lui, et il est virtuose. »
Les années 1970 correspondent à un véritable « passage de témoin entre l'ancienne et la nouvelle génération d'acteurs. » En opposition au comique de Louis de Funès, Pierre Richard, lui, connaît ses premiers succès. Ces deux acteurs n'ont « pas du tout le même tempo de jeu, et n'ont pas du tout la même façon de présenter le corps et la voix. » Le comique de Pierre Richard, en particulier lorsqu'il joue le personnage de François Perrin, notamment dans Le Grand Blond avec une chaussure noire et Le Retour du grand blond, se caractérise par un tempo beaucoup plus lent et par une insistance par rapport au regard, alors que celui de Louis de Funès se caractérise par rapport à un rythme assez soutenu, et par l'excessivité des actions (L'Homme orchestre, Jo, La Folie des grandeurs, Les Aventures de Rabbi Jacob).
Louis de Funès est victime d'un infarctus le 21 mars 1975, ce qui ralentit sérieusement son rythme de travail (il ne tourne plus qu'un film par an, alors que, durant son « âge d'or », il en tournait jusqu'à cinq par an). Cela influence aussi son jeu d'acteur : le 31 octobre 1976 à la télévision, Louis de Funès précise « repartir sur une base très nouvelle avec un esprit très nouveau dans le comique, dans la manière de jouer, parce que je ne peux plus faire de brutalité, et c'est tant mieux. C’était un produit que j'avais fabriqué, et tout le monde ne demandait que de ce produit (les metteurs en scène…), et je ne pouvais pas faire de dentelle. Dans l'Aile ou la Cuisse, j'ai jouée totalement différemment, et je pense que c'est aussi efficace. » Ainsi, dans L'Aile ou la Cuisse et La Soupe aux choux, il va adopter un jeu d’acteur différent, « plus fin » et « beaucoup moins nerveux » jusqu'à se laisse submerger vers l’émotion dans L'Aile ou la Cuisse. « La base des effets comiques demeure, mais l’effet « tornade » est largement atténué ». Il devait jouer dans une comédie satirique de Gérard Oury ayant pour thème la dictature et intitulé Le Crocodile. Le film n'a finalement jamais été réalisé.

#### Les provocations dans les comédies des années 1970 et 1980
Après les événements de Mai 68, la société française se remet en question : dans la décennie suivante, les années 1970, des comédies abordent de nouveaux faits de société et, parfois, provoquent ou choquent.
En effet, au début des années 1970, la comédie française — en crise pour plusieurs raisons — doit se réinventer :

« Dans les années 1970, le style « comédie française » commence à s’étouffer (en tous cas à rapporter moins, tant le marché est saturé : le genre est décrié par la Nouvelle Vague, Mai 68 est passé par là et a ringardisé les icônes populaires, et surtout, les films américains commencent à déferler sur l'hexagone). Ce genre de films ne fait plus recette dès la fin des années 70 et la revendication sociale un peu méchante vient remplacer la bonhomie des années 60. Des métrages mettant en scène des vedettes aux rôles plus "durs" comme Patrick Dewaere, Gérard Depardieu, Bernard-Pierre Donnadieu ou Alain Delon (période "Delon superflic") tendent à remplacer les "gueules" des sixties et à recueillir les dividendes du cinéma populaire, éreinté par la médiocrité des comédies faciles d'une part, et par l'intellectualisme prétentieux de la Nouvelle Vague, de l'autre. »

Il y a de la provocation dans plusieurs films d’après Mai 68 tels La Grande Bouffe (1973), Les Valseuses (1974), C… comme la lune (1977), Tenue de soirée (1986)… Par exemple, dans Le Père Noël est une ordure (1982), le Père Noël, personnage pourtant censé être calme et gentil, est très violent, vulgaire et grossier. Dans son entièreté, le film aborde des thèmes très polémiques dans les années 1980 : le suicide, l'homosexualité et le fait de se travestir (par le personnage joué par Christian Clavier, totalement à contre-emploi dans ce rôle), la violence, la pauvreté et la solitude. « Le comique naît de l’incompatibilité entre les connotations du costume – la fête, l’enfance, les cadeaux – et le personnage qui l’endosse, un SDF violent et sans scrupules. »

#### Les nouvelles têtes des années 1970

##### La troupe du Splendid

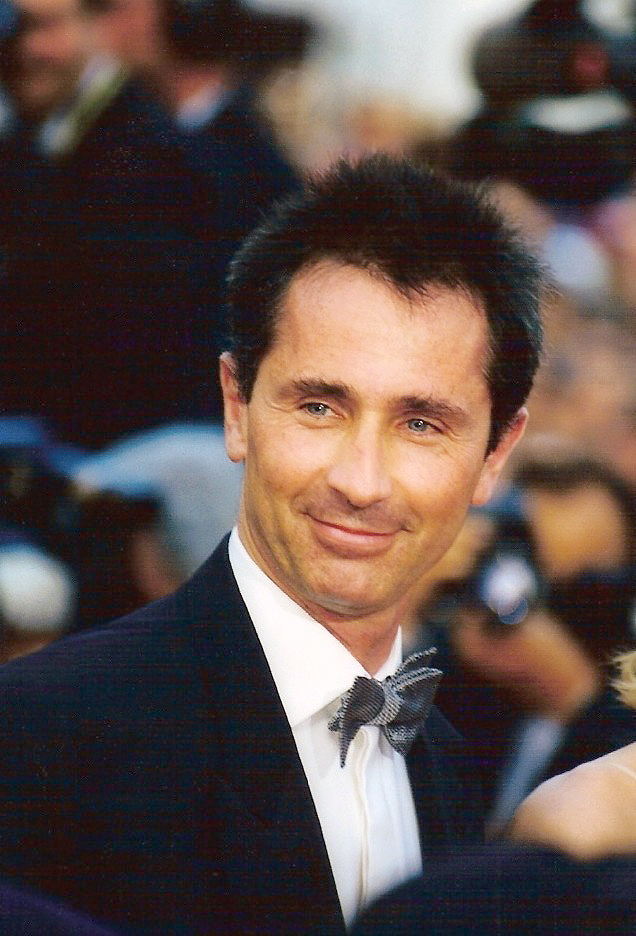
Thierry Lhermitte en 1998.

En 1973, le film L'An 01 (co-réalisé par Jacques Doillon, Gébé, Alain Resnais et Jean Rouch), offre à de jeunes acteurs nommés Thierry Lhermitte, Christian Clavier et Gérard Jugnot, alors totalement inconnus, leurs premiers rôles. Ceux-ci font partie de la troupe du café-théâtre Le Splendid, dont font aussi partie Michel Blanc, Marie-Anne Chazel, Josiane Balasko et Bruno Moynot. Après quelques petits rôles à diverses reprises au cinéma, la troupe se retrouve au cœur du film Les Bronzés, adapté de leur pièce à succès Amours, coquillages et crustacés, réalisé par Patrice Leconte, sorti en 1978 et produit par Yves Rousset-Rouard, oncle de Christian Clavier : le film est un succès et met la troupe du Splendid sur le devant de la scène. L'année suivante, Patrice Leconte et Le Splendid réalisent la suite, Les Bronzés font du ski : le film remporte lui aussi un vif succès et demeure encore aujourd'hui un film culte. Puis, en 1982, Jean-Marie Poiré réalise Le père Noël est une ordure, adapté de la pièce éponyme, avec toute la troupe : le film attire 1 604 220 spectateurs, un score inférieur à celui des Bronzés, mais a fini par acquérir le statut de film culte après ses diffusions à la télévision, notamment à Noël. Ensuite, tous les membres du groupe s'orientent vers des films en solo, ou vers la réalisation (c'est Gérard Jugnot qui, le premier, se lance dans la réalisation, avec Pinot simple flic en 1984). Ils se retrouvent tous ensemble dans la suite des Bronzés font du ski, en 2006 : Les Bronzés 3.

##### Autres nouvelles têtes

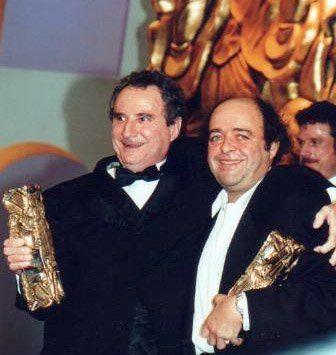
Daniel Prévost et Jacques Villeret aux Césars.
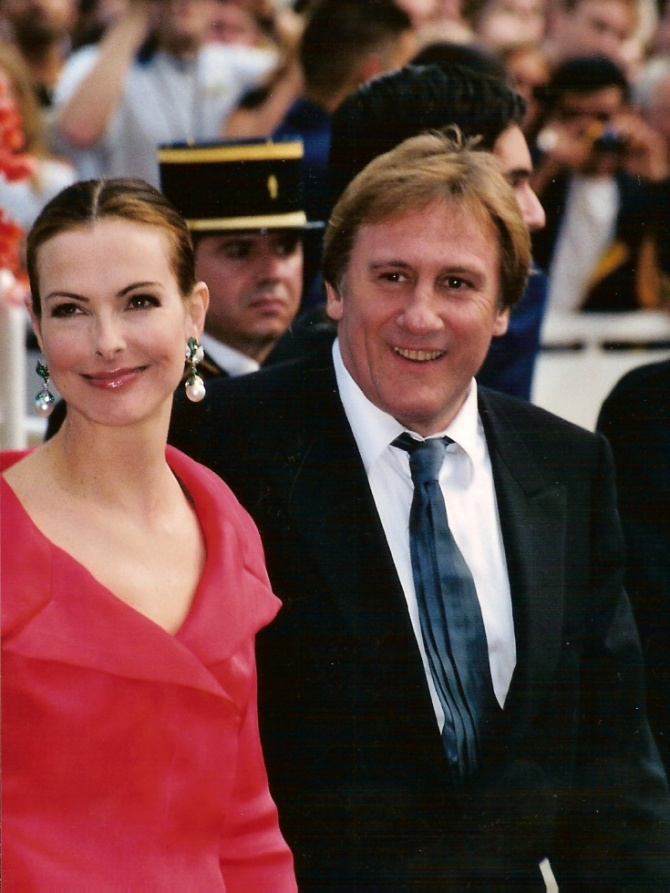
Gérard Depardieu et Carole Bouquet en 2001[pertinence contestée].
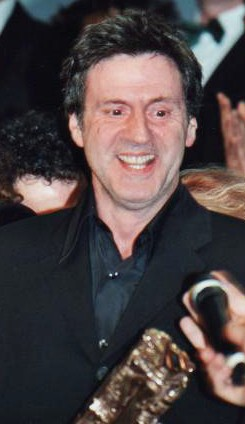
Daniel Auteuil en 2000.

Outre Le Splendid, d'autres nouveaux acteurs, dont quelques-uns — eux aussi venus du café-théâtre — issus de la génération du baby boom, se lancent dans la comédie : Gérard Depardieu (dans un petit rôle dans Le Viager, puis révélé par Les Valseuses), Daniel Auteuil (Les Sous-doués), Coluche (L'Aile ou la Cuisse, aux côtés de Louis de Funès, Vous n'aurez pas l'Alsace et la Lorraine), Daniel Prévost, Jacques Villeret…

#### Francis Veber, Francois Pignon (ou Francois Perrin)
Dans les films des années 1980 aux années 2000, de Francis Veber, apparaît le personnage de « François Pignon » (ou « François Perrin »). Le personnage de Pignon/Perrin se démarque par sa candeur (parfois à la limite de l'idiotie) en tant que « personnage touchant, type assez normal mais naïf, voire poissard » qui, plongé dans une situation qui le dépasse, parvient à s'en sortir en toute inconscience. Ce personnage 'naïf' est en duo, et en contradiction avec un 'homme fort'. « François Pignon » (ou « François Perrin ») symbolise l'homme naïf qui est chanceux, et qui -malgré ses faiblesses- fait face aux difficultés comparées à l'homme fort qui perd à la fin. Les films basés sur cet archétype ont beaucoup de succès.
Avant que ce concept n'existe, on retrouvait déjà cela dans des formes de théâtre (le Guignol lyonnais du XIXe siècle sous le personnage de Cadet qui symbolise l'homme naïf), certains romans, puis films des années 1930 à 1970, sous forme de conte et de morale (bien que cela ne soit pas sous forme de duos comiques), par exemple :
- Le Schpountz (1938) de Marcel Pagnol (avec Fernandel) dans lequel Irénée (Fernandel), naïf, se fait au départ moquer et ridiculiser par une troupe de cinéma, mais dans lequel il aura un très grand succès au cinéma, à leur grande surprise.
- La Belle Américaine (1961) de Robert Dhéry (avec Robert Dhéry, Louis de Funès) dans lequel Marcel Perrignon (Robert Dhéry) est au départ mis à la porte par son patron (Louis de Funès) par cause de jalousie, mais aura une plus grande responsabilité que lui par la suite.
- Un idiot à Paris (1966) de Serge Korber (avec Jean Lefebvre, Dany Carrel et Bernard Blier) dans lequel Goubi (Jean Lefebvre) est au départ ridiculisé par tout le village et est considéré en tant que « fada » (fou du village). Mais à la fin, il épousera une jolie femme (Dany Carrel) et aura une grande ferme à leur grande surprise. D'ailleurs, un de ceux qui lui avait fait un mauvais coup deviendra à son tour le « fada » (fou du village) à la fin du film.
- Le Viager (1972) de Pierre Tchernia (avec Michel Serrault, Michel Galabru, Claude Brasseur et Gérard Depardieu) avec Louis Martinet (Michel Serrault), naïf, qui risque d’être assassiné par toute la famille Galipeau. Et ce sera finalement toute la famille Galipeau qui mourra alors que Louis Martinet aura une vie supérieure à 100 ans.

Voici la liste de duos comiques avec le concept « François Pignon » (ou « François Perrin ») de Francis Veber :
| Années | Films            | Duo                                                                                     | Particularité |
| ------ | ---------------- | --------------------------------------------------------------------------------------- | --- |
| 1980   | La Chèvre        | Gérard Depardieu / Pierre Richard avec Pierre Richard en tant que 'Francois Perrin'.    | Numéro 1 du box-office en France en 1981.                                                                          |
| 1980   | Les Compères     | Gérard Depardieu / Pierre Richard avec Pierre Richard en tant que Francois Pignon       | Nominations au César du meilleur acteur pour Gérard Depardieu et du meilleur scénario original pour Francis Veber. |
| 1980   | Les Fugitifs     | Gérard Depardieu / Pierre Richard avec Pierre Richard en tant que Francois Pignon       | César du meilleur scénario original pour Francis Veber.                                                            |
| 1990   | Le Jaguar        | Jean Reno / Patrick Bruel avec Patrick Bruel en tant que François Perrin                | |
| 1990   | Le Dîner de cons | Thierry Lhermitte / Jacques Villeret avec Jacques Villeret en tant que Francois Pignon  | César du meilleur acteur pour Jacques Villeret…                                                                    |
| 2000   | Le Placard       | Gérard Depardieu / Daniel Auteuil avec Daniel Auteuil en tant que Francois Pignon       | Daniel Auteuil a gagné le prix du meilleur acteur au Festival international du film de Shanghai.                   |
| 2000   | La Doublure      | Daniel Auteuil / Gad Elmaleh avec Gad Elmaleh en tant que Francois Pignon               | Très bons résultats au box office français.                                                                        |
| 2000   | Tais-toi !       | Jean Reno / Gérard Depardieu avec Gérard Depardieu en tant que Quentin « de Montargis » | Très bons résultats au box office français.                                                                        |

#### Films de société

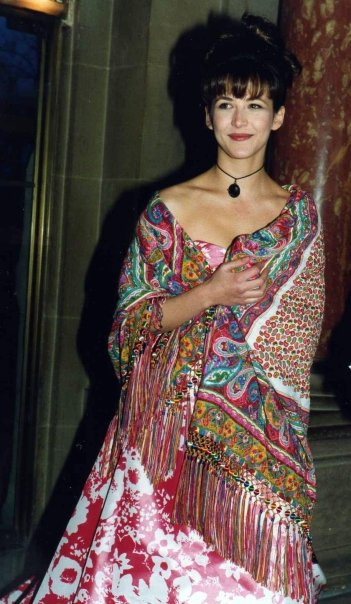
Sophie Marceau aux Molières 1993.

Dans les années 1970, le film Le Viager, de Pierre Tchernia et René Goscinny (avec Michel Serrault , Michel Galabru, Rosy Varte et Claude Brasseur) fait référence, sous forme d'humour noir, aux éventuels problèmes liés à la vente viagère.
Le film Les Valseuses (avec Patrick Dewaere, Gérard Depardieu et Miou-Miou), à la fois comédie dramatique, et comédie de mœurs, a presque fait 6 millions d'entrées en 1974.
Dans les années 1980, le film Pour cent briques, t'as plus rien... (avec Daniel Auteuil, Gérard Jugnot, Anémone et Jean-Pierre Castaldi) fait référence aux braquages en France dans les années 1980 (en particulier le gang des postiches). La réalisatrice Coline Serreau réalise un film de société célèbre sur la paternité : Trois hommes et un couffin, avec Roland Giraud et Michel Boujenah, qui est le plus grand succès de l'année 1985 au cinéma, avec plus de 10 millions d'entrées.
Le film Les Ripoux (avec Philippe Noiret et Thierry Lhermitte) est une comédie policière populaire, mettant en lumière le phénomène existant, et minoritaire de « ripoux » dans le Paris des années 1980. Le réalisateur Étienne Chatiliez réalise en outre deux comédies dramatiques La vie est un long fleuve tranquille et Tatie Danielle, qui obtiennent de très grands succès. Enfin sort La Boum, l'une des premières comédies romantiques françaises, réalisé par Claude Pinoteau. Ce film de société révèle la jeune débutante Sophie Marceau, qui, avec l'Étudiante en 1988, renouvellera son succès avec Vincent Lindon.
Dans les années 1990, le film, Promotion canapé (avec Thierry Lhermitte), remake de Bel-Ami, fait référence aux éventuels promotions canapé dans les années 1970 et 1980. Le film La Belle Verte de Coline Serreau, fait référence, sous forme de conte philosophique à des thèmes aussi divers que l'écologisme…, par le biais de dialogues ou de situations humoristiques,. Enfin, sous forme de comédie romantique, les romans d'Alexandre Jardin sont mis au cinéma : Fanfan (avec Sophie Marceau), Le Zèbre (avec Thierry Lhermitte).
En 2001, le film Tanguy d'Étienne Chatiliez donne son nom à un nouveau phénomène de société : le « phénomène Tanguy » (le fait que les jeunes adultes tardent à se séparer du domicile familial).

#### Les séries de films dans les années 1990
À partir des années 1990, plusieurs séries de films familiaux rencontrent le succès :
- Les Visiteurs (Christian Clavier, Jean Reno)
- Taxi (Frédéric Diefenthal)
- La vérité si je mens (Richard Anconina, José Garcia)
- Les Randonneurs (Benoît Poelvoorde)
- Astérix (Gérard Depardieu)

Enfin, de nouveaux acteurs se sont fait connaître par l’intermédiaire de la télévision (Les Nuls, Les Inconnus par l'émission La Télé des Inconnus), et de la nouvelle source de diffusion qu'est Internet (Jean Dujardin par son personnage de Brice de Nice).
- Les Inconnus ont réalisé au cinéma Les Trois Frères et Le Pari dans les années 1990, Les Rois mages et Madame Irma dans les années 2000.
- Les Nuls ont réalisé au cinéma La Cité de la peur et Didier dans les années 1990, Astérix et Obélix : Mission Cléopâtre et RRRrrrr!!! dans les années 2000.
- Jean Dujardin, après s'être fait connaître par internet, a commencé à s'orienter vers les séries télévisées (Un gars, une fille) avant de s'orienter vers le cinéma dans les débuts des années 2000 (Ah ! si j'étais riche…)

### Les années 2000, la transition
Durant les années 2000, une transition (qui a commencé à partir du milieu des années 1990) s'opère : la génération du Splendid et d'autres acteurs découverts dans les années 1970, qui a couvert le paysage cinématographique français les deux décennies suivantes, tend à laisser la place à de nouveaux entrants comme Dany Boon, Jamel Debbouze (formés pour certains d'entre eux au Déclic Théâtre de Trappes), Omar Sy, qui se font connaître par la création de sketchs de spectacle solo[pertinence contestée].

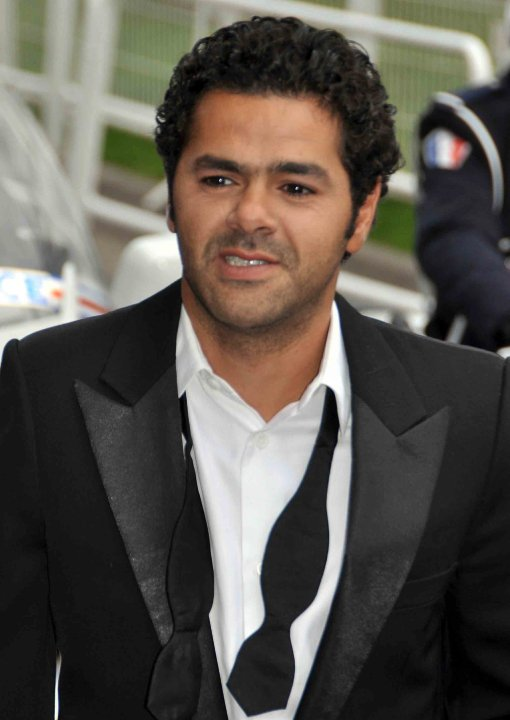
Jamel Debbouze lors du festival de Cannes en 2010.
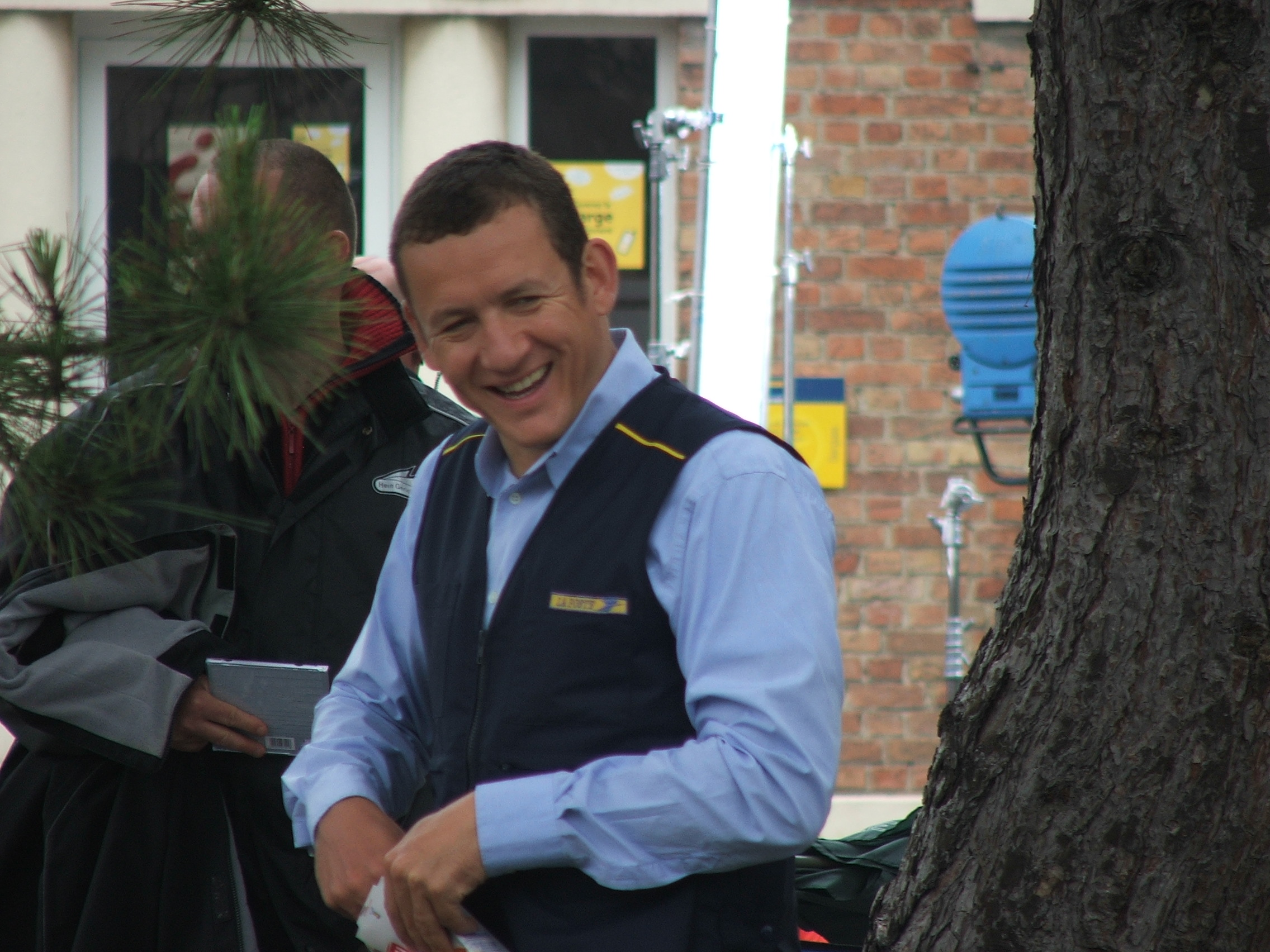
Dany Boon sur le tournage de Bienvenue chez les Ch'tis.
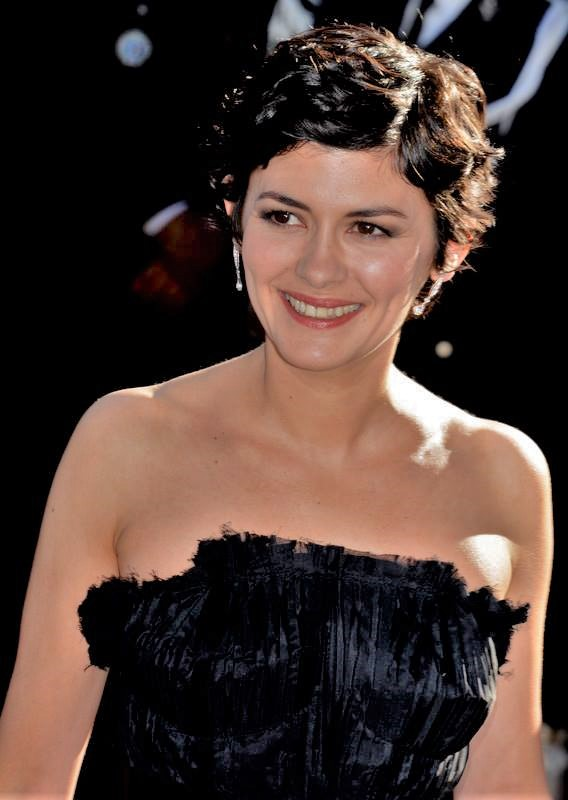
Audrey Tautou lors du festival de Cannes en 2013.
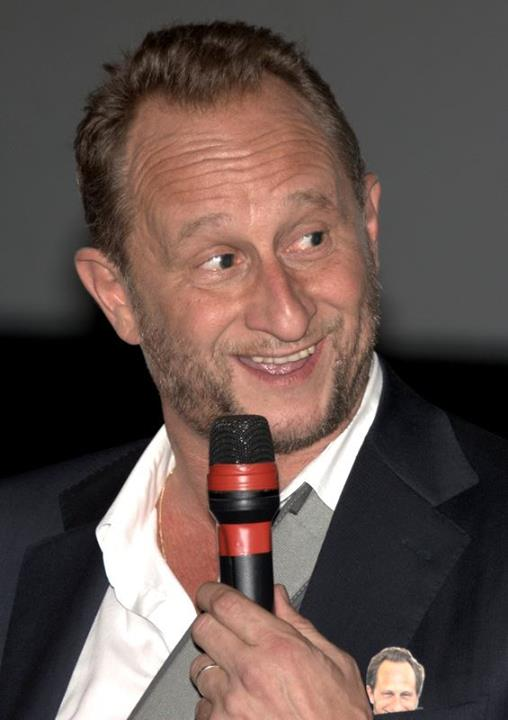
Benoît Poelvoorde en 2013.

Le film Astérix et Obélix : Mission Cléopâtre — qui a réuni les deux générations d'acteurs (Christian Clavier, Gérard Depardieu… et aussi Jamel Debbouze, Alain Chabat, Zinedine Soualem, Omar et Fred, Dieudonné) — a eu beaucoup de succès.
Les films Podium et Bienvenue chez les Ch'tis vont devenir de très grands succès populaires.
- Dany Boon se fait connaître dans les années 2000 par La Doublure, La Maison du bonheur, Mon meilleur ami et surtout par Bienvenue chez les Ch'tis qui va détrôner La Grande Vadrouille en tant que plus grand succès du cinéma français depuis 42 ans (voir Liste des films notables).
- Benoît Poelvoorde se fait connaître en 2004 pour son interprétation dans Podium, dans lequel il interprète la folie d'un homme pour un chanteur.
- Omar Sy dans Nos jours heureux interprète un animateur de colo qui apaise l’atmosphère par l'humour et le charisme.

#### L'ancienne génération d'acteurs au début duXXIesiècle

##### Daniel Auteuil

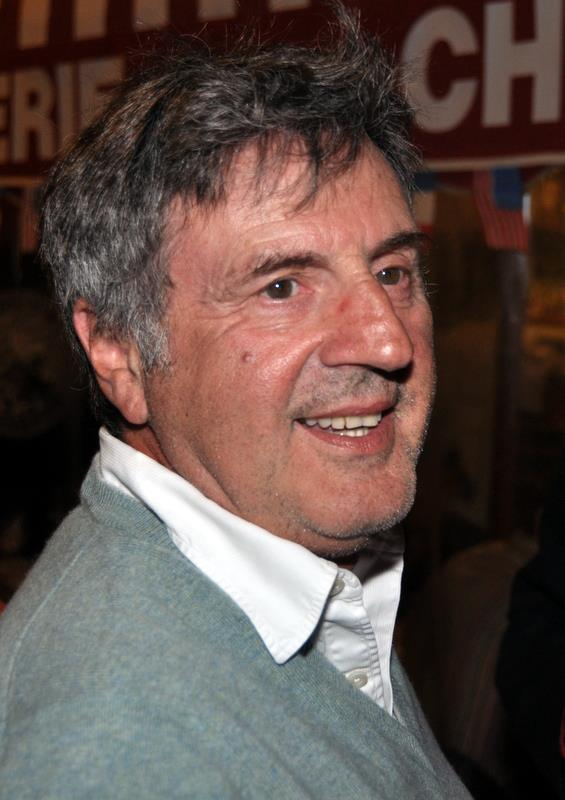
Daniel Auteuil.

Daniel Auteuil accède à la notoriété en 1980 dans Les Sous-doués pour son interprétation d'un lycéen flemmard, dragueur et peu studieux, qui fait presque 4 millions d’entrées au box-office en France. Bien que Daniel Auteuil soit un acteur polyvalent, il a joué dans diverses comédies : après avoir joué le rôle de personnage rusé dans les années 1970 et 1980 (Les Sous-doués, Pour cent briques, t'as plus rien...), il jouera des rôles plus sombres dans les films des années 1990 et 2000 (Le Placard, La Doublure, Mon meilleur ami, L'invité). Il est nommé Meilleur acteur au Festival international du film de Shanghai pour Le Placard.

##### Josiane Balasko

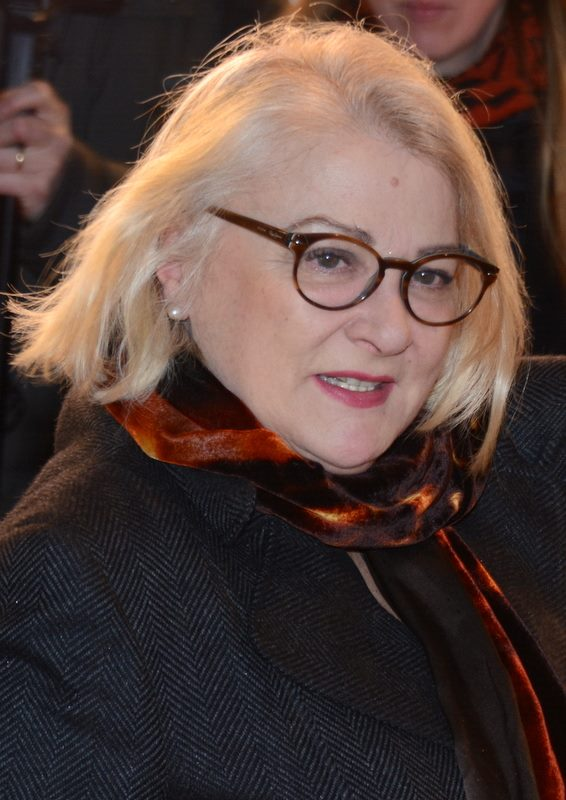
Josiane Balasko.

Josiane Balasko impose à l'écran un personnage de « femme ordinaire à qui il arrive des choses extraordinaires » (comme elle le déclare à la revue Studio). Son personnage, hérité du personnage de Nathalie Morin dans Les Bronzés des années 1970, passe de celui de celle ayant un complexe lié au physique peu avantageux dans les années 1980 (Les hommes préfèrent les grosses, Nuit d'ivresse) à celui de celle qui assume sa personnalité dans les années 1990 (Gazon maudit).
Dans les années 2000, son personnage, passe de celui de la femme forte de caractère et méchante ('lulu' dans Un crime au Paradis en tant que mégère acariâtre et alcoolique, 'rose' dans L'Auberge rouge en tant que femme assassin) à celui de recluse, sensible et romantique (Le Hérisson). Elle reçoit le César d'honneur en tant qu'actrice, scénariste, réalisatrice et productrice en 2000.

##### Michel Blanc

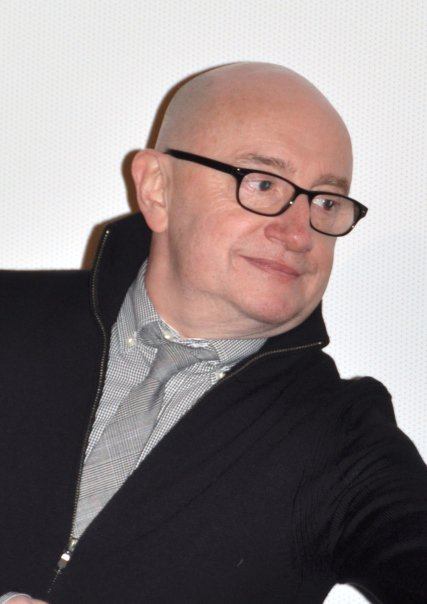
Michel Blanc.

Le personnage de maladroit et malchanceux, hérité du personnage de Jean-Claude Dusse dans Les Bronzés, puis d'autres rôles qui ont marqué les années 1970 (Les Bronzés, Les Bronzés font du ski…) et 1980 (Viens chez moi, j'habite chez une copine, Ma femme s'appelle reviens, Circulez y'a rien à voir, Marche à l'ombre), rattaché à Michel Blanc, a fini par être plus complexe à la fin des années 1980 (Tenue de soirée), puis quitté par l'acteur dans les années 1990,. La moustache rasée, il s'est petit à petit débarrassé de cette « peau » pour adopter un personnage d'agriculteur grincheux, sensible, romantique et attendrissant dans Je vous trouve très beau, qui lui a valu une nomination au César du meilleur acteur en 2007 et un accueil très favorable du public.

##### Marie-Anne Chazel

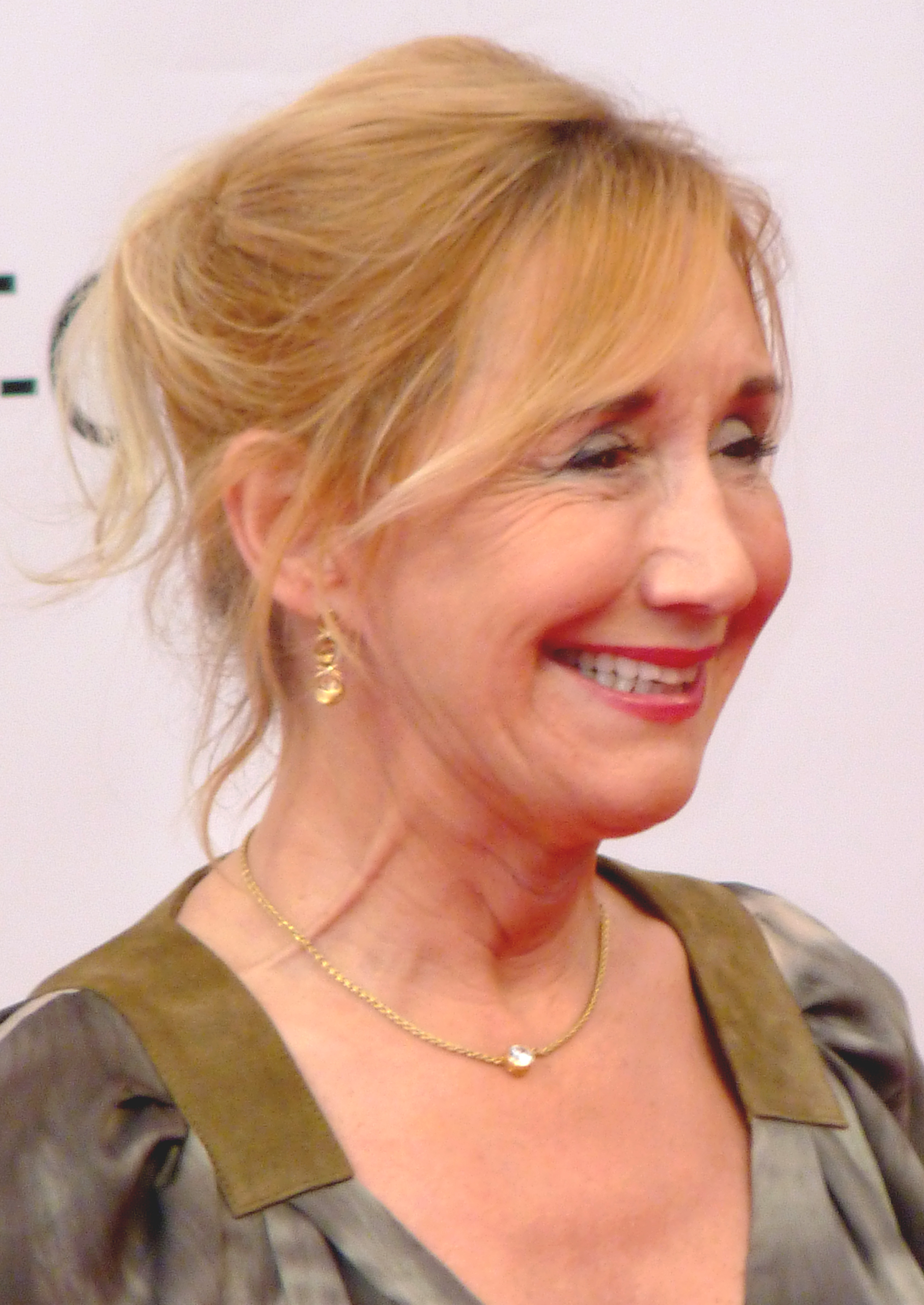
Marie-Anne Chazel.

Marie-Anne Chazel, membre du Splendid se fait connaître dans Les Bronzés pour son rôle de 'Gigi', jeune femme un peu naïve qui cherche l'amour. Ainsi, des années 1970 aux années 1990, Marie-Anne Chazel interprète le rôle de femme naïve et exubérante (Les Bronzés, Les Bronzés font du ski, Les Babas-cool, puis en tant que SDF dans Le père Noël est une ordure, Les Visiteurs, et Les Couloirs du temps : Les Visiteurs 2). Enfin, dans les années 1990, son personnage se métamorphose en celui de mère de famille bourgeoise dans deux comédies de Jeannot Szwarc : La Vengeance d'une blonde et Les Sœurs Soleil. Dans les années 2010, elle rejouera le rôle de mère de famille bourgeoise dans les reprises de films de Marcel Pagnol par Daniel Auteuil.

##### Gérard Depardieu

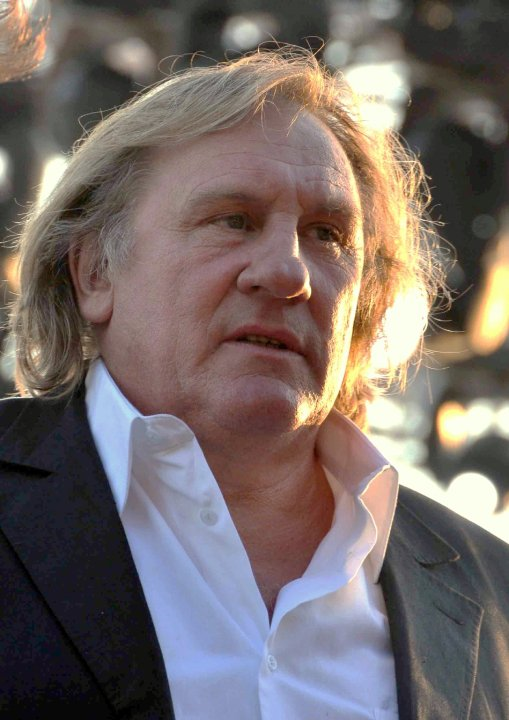
Gérard Depardieu.

Gérard Depardieu est un acteur polyvalent, qui a joué dans plus de 150 films, et qui est le deuxième acteur français ayant cumulé le plus d'entrées en France, derrière Louis de Funès (et dans lequel parmi ses 10 plus grands succès au box-office, 7 sont des comédies avec un résultat supérieur à 5 millions d’entrées au box-office). Dans le domaine des films de comédie des années 1970 et 1980, Gérard Depardieu impose à l'écran un personnage de « voyou » (Le Viager, Les Valseuses, Tenue de soirée), de dominant et de fort de caractère (La Chèvre, Les Compères, Les Fugitifs). Après s’être orienté vers des films historiques, dramatiques, il renoue avec la comédie en jouant des rôles plus sensibles à la fin des années 1990 (Les Anges gardiens, Le Plus Beau Métier du monde, Le Placard). Enfin, il reçoit plusieurs récompenses, et nominations aux César et Oscar au cours de sa carrière.

##### Gérard Jugnot

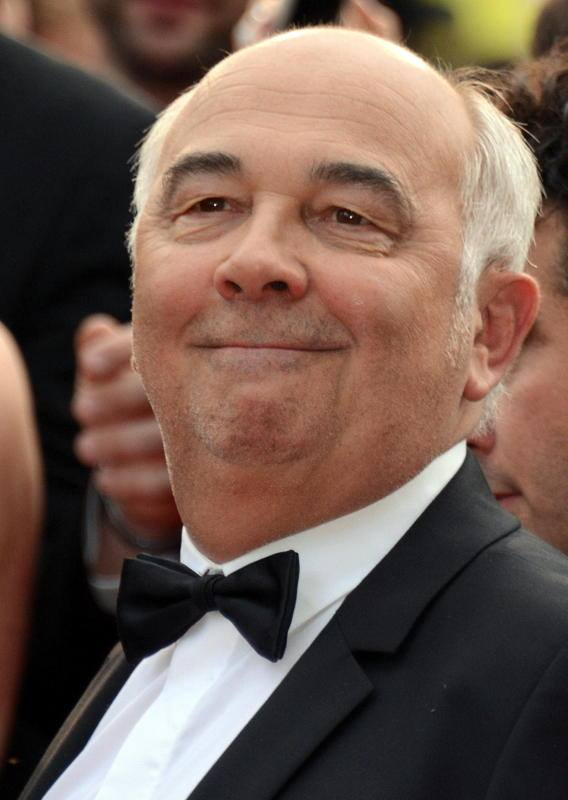
Gérard Jugnot.

Gérard Jugnot impose à l'écran un personnage de « Français ordinaire » à partir des Bronzés. Son personnage est passé de celui de râleur, égoïste (Bernard Morin dans Les Bronzés et Les Bronzés font du ski) et violent (Félix dans Le père Noël est une ordure, Ramirez dans Papy fait de la résistance) des années 1970 et 1980, à celui de calme, posé, dans les années 2000 (Monsieur Batignole, Les Choristes). De plus, il remporte un vif succès avec le film Les Choristes, en 2005, dans lequel il joue le rôle de professeur.

##### Valérie Lemercier

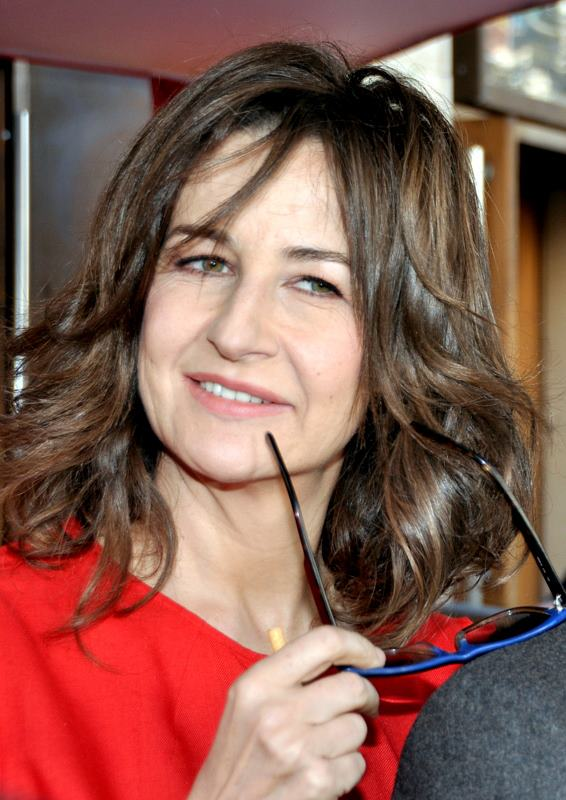
Valérie Lemercier.

Valérie Lemercier, révélée par la scène et notamment le spectacle solo puis par la télévision avec la série Palace, est cantonnée à ses débuts aux rôles de bourgeoises, registre dans lequel elle excelle, principalement dans son rôle de Béatrice de Montmirail dans Les Visiteurs (pour lequel elle reçoit le César de la meilleure actrice dans un second rôle en 1994). Elle se débarrasse petit à petit de ce rôle dans les années 2000, dans des films de société : Palais Royal !, Agathe Cléry, Neuilly sa mère ! ou encore Fauteuils d'orchestre, pour lequel elle reçoit, encore une fois, le César de la meilleure actrice dans un second rôle en 2007.

##### Daniel Prévost

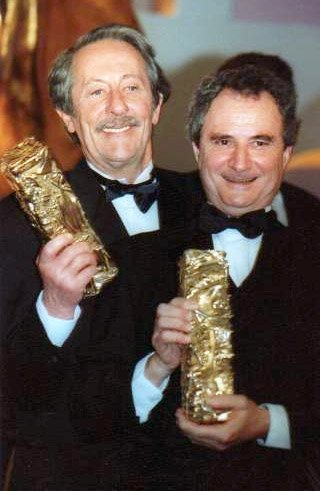
Avec Jean Rochefort.

Habitué des émissions comiques de la télévision dans les années 1960 à 1970, Daniel Prévost s'impose au cinéma à partir des années 1990. Daniel Prévost interprète au cinéma le rôle d'un homme intelligent et opportuniste — voire fourbe et arnaqueur — quel que soit le métier dans lequel il travaille (années 1990 : Le Dîner de cons et Les Insaisissables en tant que contrôleur des impôts, Astérix et Obélix contre César en tant que faux devin, et La Vérité si je mens ! 2 en tant que patron de la grande distribution ; années 2000 : Un crime au paradis en tant qu'avocat, La Maison du bonheur en tant qu'agent immobilier, et Lucky Luke en tant que joueur au poker). Pour son interprétation de l'inspecteur des impôts dans Le Dîner de cons, il a reçu le César du meilleur second rôle en 1998.

#### Comédie romantique

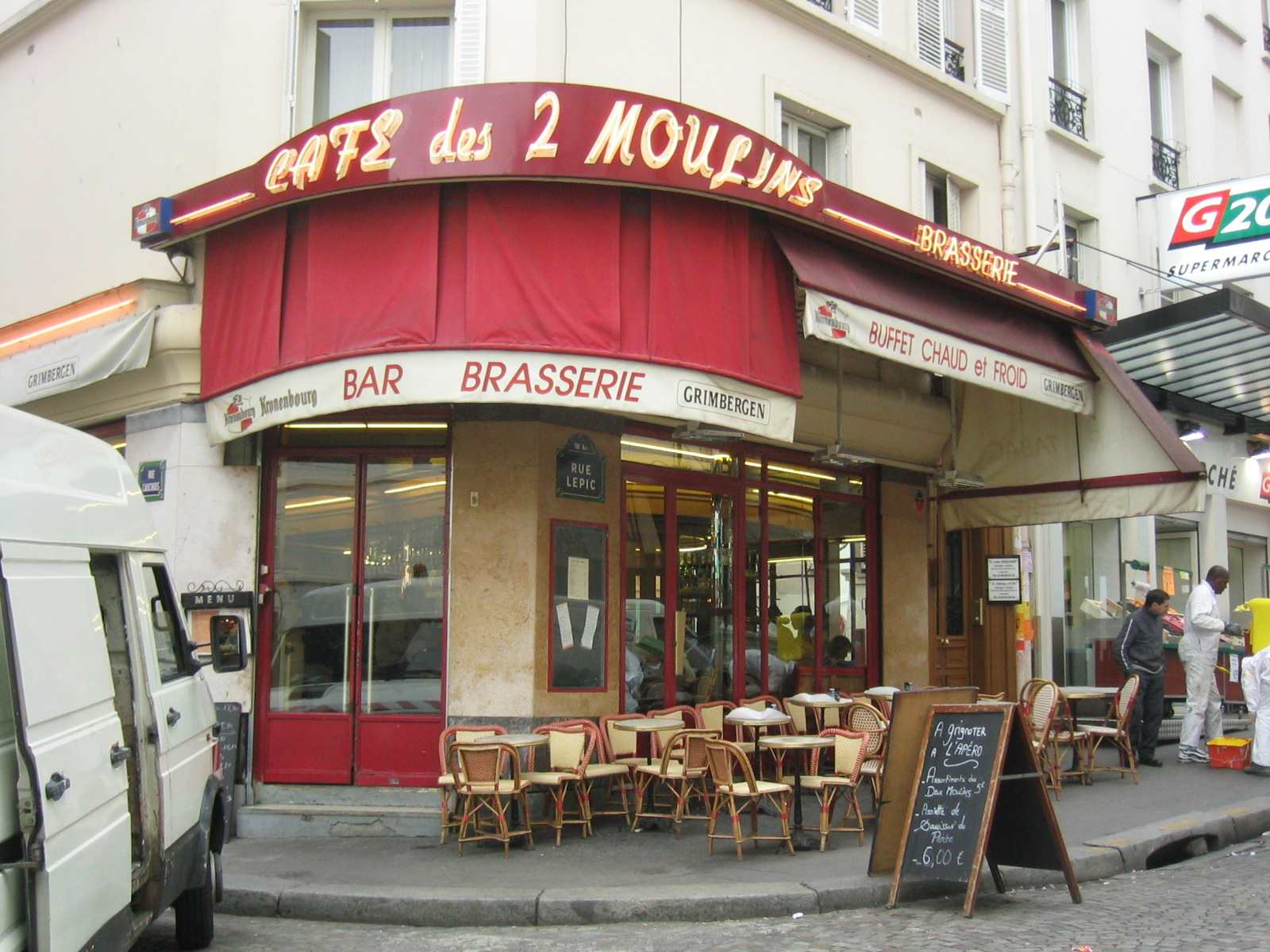
Le Café des 2 Moulins du Fabuleux Destin d'Amélie Poulain, à Paris.

Dans les années 2000, Le Fabuleux Destin d'Amélie Poulain va rendre Audrey Tautou célèbre dans le monde entier. Puis elle joue dans les films Hors de prix et Ensemble, c'est tout.
En 2007, Romain Duris interprète le personnage drôle et romantique de Molière dans le film Molière de Laurent Tirard qui obtient 1 million d'entrées au Box-office français.[pertinence contestée]

#### Comédie dramatique

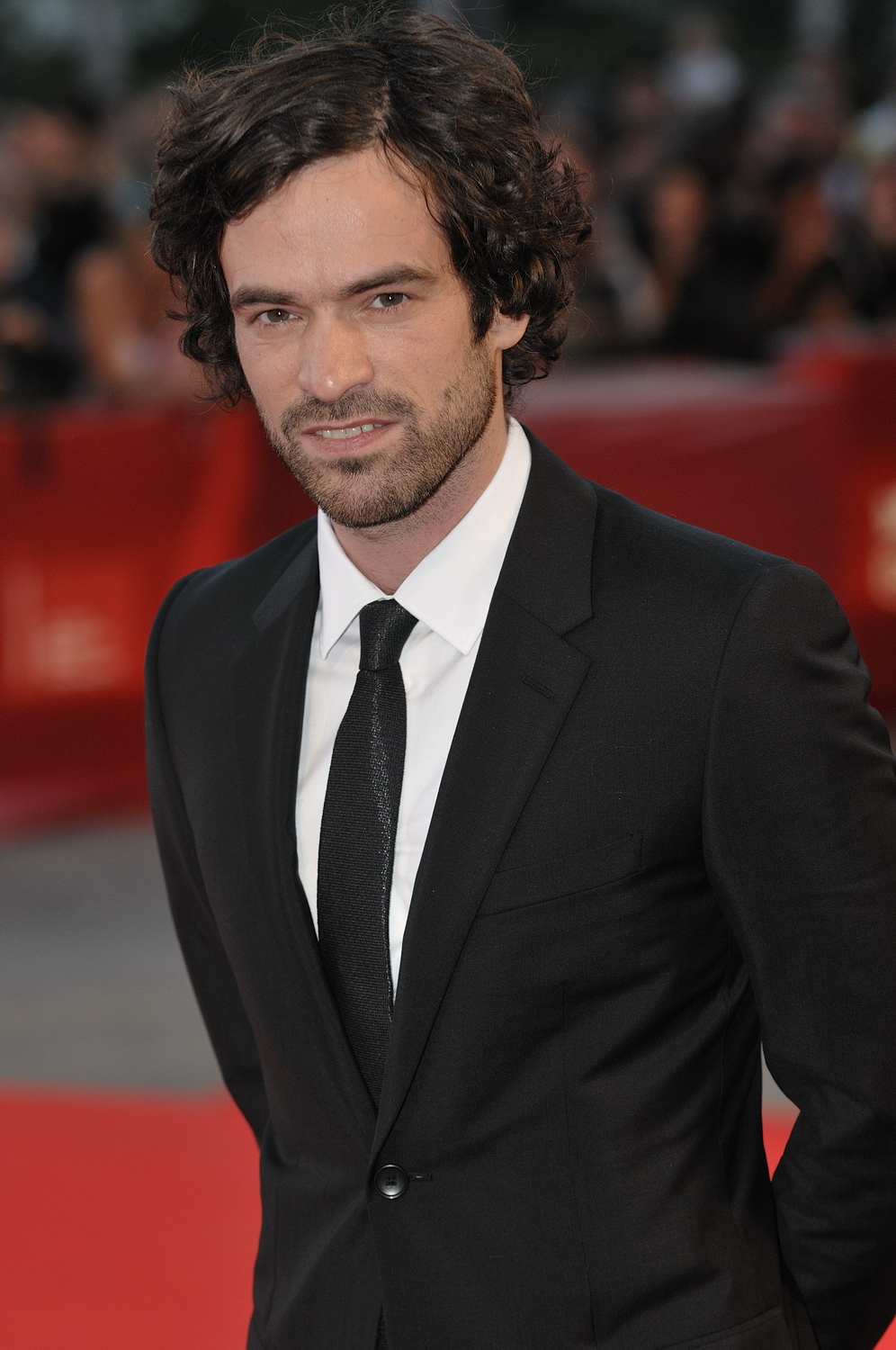
Romain Duris

Cédric Klapisch réalise en 2002 L'Auberge espagnole, comédie sur les déboires d'un jeune Français qui part finir ses études à Barcelone. Tourné très rapidement, en HD, ce film passe la barre des 3 millions d'entrées. Il réalise ensuite une suite de cette série de films en 2005 : Les Poupées russes qui obtient de nouveau plus de 3 millions d’entrées. Cécile de France reçoit successivement le César du meilleur espoir féminin (pour L'Auberge espagnole), puis le César de la meilleure actrice dans un second rôle (pour Les Poupées russes). Ces films rendent Romain Duris et Cécile de France célèbres dans le monde entier.

### À partir des années 2010
Les films Intouchables, The Artist et Qu'est-ce qu'on a fait au Bon Dieu ? montrent que la comédie française reste très populaire en France et à l’étranger.
En 2010, sort la comédie romantique L'Arnacœur avec Romain Duris et Vanessa Paradis. Romain Duris obtient le César du meilleur acteur pour ce film qui obtient presque 4 millions d'entrées en France.
En 2013, basée sur une bande dessinée française de Christophe Blain, sort le film Quai d'Orsay avec Thierry Lhermitte, Raphaël Personnaz et Julie Gayet. Ce film a reçu plusieurs récompenses et distinctions, dont celui du César du meilleur acteur dans un second rôle pour Niels Arestrup.

#### Jean Dujardin et Omar Sy, le succès en France et dans le monde
|                           |  |  |
| Omar Sy et Jean Dujardin. |  |  |

Jean Dujardin et Omar Sy se sont fait connaître par la télévision, l'un dans les sketchs du programme court Un gars, une fille et l'autre au cœur du duo Omar et Fred.
Jean Dujardin joue dans les années 2000 et 2010 des personnages à l'aspect distingué dans Ah ! si j'étais riche ou The Artist, ou de séducteur avec une touche de provocation, voire d'arrogance dans OSS 117 : Le Caire, nid d'espions, OSS 117 : Rio ne répond plus ou Les Infidèles. Il reçoit l'Oscar du meilleur acteur pour The Artist en 2011, ce qui lance sa carrière à l'international.
Omar Sy, après de nombreux seconds rôles au cinéma, gagne le César du meilleur acteur en 2012 pour Intouchables.

#### Le retour de Christian Clavier

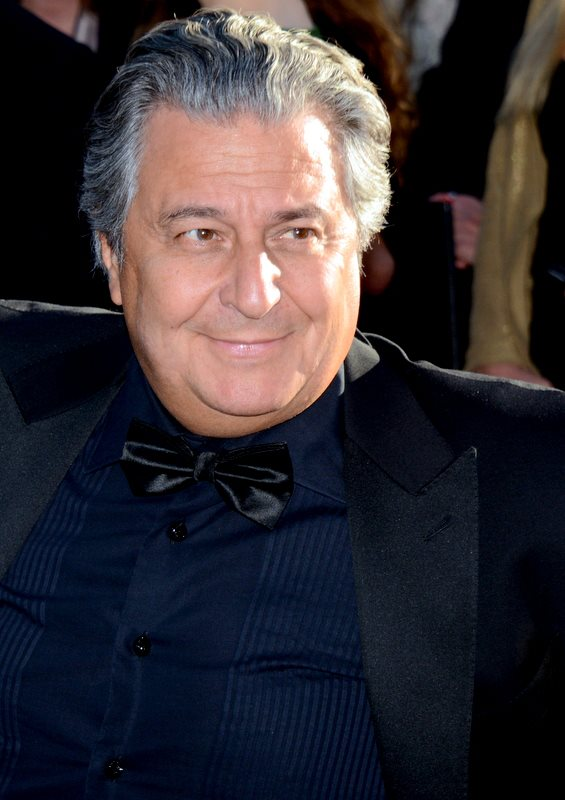
Christian Clavier au festival de Cannes 2013.

Les années 2010 voient Christian Clavier dans des films à succès : Les Profs et Qu'est-ce qu'on a fait au Bon Dieu ?. Malgré le succès du deuxième film adapté de l'univers d'Astérix, Astérix et Obélix : Mission Cléopâtre en 2002, il passe par une courte « traversée du désert » ; on lui reproche aussi son amitié au président Nicolas Sarkozy, ses films sont critiqués, notamment On ne choisit pas sa famille, ce qui l'amène à s'exiler à Londres en 2012. C'est en faisant évoluer son jeu d'acteur qu'il fait face à chaque « période creuse » : ainsi, son personnage passe de « dragueur » dans Les Bronzés, Les Bronzés font du ski, Les Babas Cool, Le père Noël est une ordure (où il joue tout de même un travesti) à couard et naïf dans les années 1990 dans Les Visiteurs et Les Anges gardiens. Dans les années 2000, son personnage est « rusé » dans Astérix et Obélix : Mission Cléopâtre, fourbe et malicieux dans L'Auberge rouge, « cool » dans Les Profs, et inquiet du changement dans Qu'est-ce qu'on a fait au Bon Dieu ? et Une heure de tranquillité. En 2015, il est le seul acteur français et seul acteur toutes nationalités confondues à avoir joué dans 4 films ayant dépassé les 10 millions d'entrées.

#### Comédie familiale
Dans les années 2000 et 2010, la France réalise certaines comédies familiales. En 2014 sort le film La Famille Bélier avec Louane Emera.
Certains de ces comédies familiales sont basées sur des bandes dessinées européennes, comme :
- la série de films Astérix (Astérix et Obélix) avec Gérard Depardieu.
- Benoît Brisefer : Les Taxis rouges avec Gérard Jugnot, Jean Reno et Thierry Lhermitte.
- Boule et Bill avec Franck Dubosc.
- L'Élève Ducobu et Les Vacances de Ducobu avec Élie Semoun.
- Les Profs avec Christian Clavier et Kev Adams ; The Profs 2 avec Kev Adams.
- Sur la piste du Marsupilami avec Jamel Debbouze et Alain Chabat.

D'autres sont basés sur des livres pour enfant, comme :
- la série de films le Petit Nicolas (Le Petit Nicolas, Les Vacances du petit Nicolas) avec Valérie Lemercier et Kad Merad.

## Listes de films notables

### Liste des plus grands succès français de comédie
En 2015, les 10 films français ayant réalisé le plus d'entrées sur le territoire français sont des comédies.
| Rang | Titre                                 | Réalisateur              | Année | Entrées    | Pays                                          |
| ---- | ------------------------------------- | ------------------------ | ----- | ---------- | --------------------------------------------- |
| 1    | Bienvenue chez les Ch'tis             | Dany Boon                | 2008  | 20 489 303 | Drapeau de la France                          |
| 2    | Intouchables                          | E. Toledano / O. Nakache | 2011  | 19 440 920 | Drapeau de la France                          |
| 3    | La Grande Vadrouille                  | Gérard Oury              | 1966  | 17 267 607 | Drapeau de la France · Drapeau du Royaume-Uni |
| 4    | Astérix et Obélix : Mission Cléopâtre | Alain Chabat             | 2002  | 14 559 509 | Drapeau de la France                          |
| 5    | Les Visiteurs                         | Jean-Marie Poiré         | 1993  | 13 782 991 | Drapeau de la France                          |
| 6    | Le Petit Monde de don Camillo         | Julien Duvivier          | 1952  | 12 791 168 | Drapeau de la France · Drapeau de l'Italie    |
| 7    | Qu'est-ce qu'on a fait au Bon Dieu ?  | Philippe de Chauveron    | 2014  | 12 237 274 | Drapeau de la France                          |
| 8    | Le Corniaud                           | Gérard Oury              | 1965  | 11 739 783 | Drapeau de la France                          |
| 9    | Les Bronzés 3 : Amis pour la vie      | Patrice Leconte          | 2006  | 10 355 928 | Drapeau de la France                          |
| 10   | Taxi 2                                | Gérard Krawczyk          | 2000  | 10 345 901 | Drapeau de la France                          |

« Le Corniaud (de 1965) est un film historique : pour la première fois en France, un film atteint 11 millions d’entrées (il explose les records des Misérables de 1958). À partir du Corniaud, et après la Grande Vadrouille qui fait 17 millions d’entrées, le haut du pavé au box office français sera tenu par les comédies grand public, populaires, et bien faites »

— Christophe Carrière, De Funès : 100 ans de rire.
La Grande Vadrouille est resté pendant 42 ans, le plus grand succès du cinéma français avec 17 millions d’entrées.

### Liste de comédies françaises reprises à l'étranger
Plusieurs comédies françaises ont été reprises à l'étranger sous forme de remake, notamment aux États-Unis. Ces remakes, qui ont remporté plus ou moins de succès, ont parfois été réalisés par le réalisateur du film original ; à l'exemple de Jean-Marie Poiré qui après Les Visiteurs réalise Les Visiteurs en Amérique (à noter que les acteurs, principaux Jean Reno et Christian Clavier sont également présents dans la version américaine).
| Film français               | Année | Film étranger                | Pays et année |
| --------------------------- | ----- | ---------------------------- | ------------- |
| Bienvenue chez les Ch'tis   | 2008  | Benvenuti al Sud             | 2010          |
| Le Dîner de cons            | 1998  | The Dinner                   | 1998          |
| Taxi                        | 1998  | New York Taxi                | 1998          |
| Les Visiteurs               | 1993  | Les Visiteurs en Amérique    | 2001          |
| La Totale !                 | 1991  | True Lies                    | 1994          |
| Trois hommes et un couffin  | 1985  | Trois Hommes et un bébé      | 1987          |
| Trois hommes et un couffin  | 1985  | Heyy Babyy                   | 2007          |
| Un Indien dans la ville     | 1994  | Un Indien à New York         | 1997          |
| Le père Noël est une ordure | 1979  | Mixed Nuts                   | 1994          |
| Le Jouet                    | 1976  | Le Jouet                     | 1982          |
| Oscar                       | 1967  | L'embrouille est dans le sac | 1990          |
| L'Amour l'après-midi        | 1972  | Je crois que j'aime ma femme | 1972          |
| Boudu sauvé des eaux        | 1932  | Le Clochard de Beverly Hills | 1986          |
| Fanny                       | 1932  | Fanny                        | 1961          |

Concernant l'inverse :
| Film français              | Année | Film étranger           | Pays et année |
| -------------------------- | ----- | ----------------------- | ------------- |
| Un village presque parfait | 2015  | La Grande Séduction     | 2003          |
| Fonzy                      | 2013  | Starbuck                | 2011          |
| Double Zéro                | 2004  | Drôles d'espions        | 1985          |
| Les Morfalous              | 1984  | De l'or pour les braves | 1970          |